# مالادولشينزا
مالادولشينزا (بالإيطالية: Maladolescenza)‏ هو فيلم دراما إيطالي من أخراج بير غوزيبي مورغيا. صدر عام 1977.

## القصة
لورا (لارا وندل، 12 سنة) وفابريزيو (مارتن لوب، 18 سنة) يلتقيان كل صيف في الغابة قرب منزل أهلهم الصيفي. فابريزيو فتى يحب أن يلعب لوحدة ومع كلبة فقط. لورا فتاة جميلة ولكنها تفتقر إلى الثقة. تدخل جوانب جديدة في هذا الصيف في قصتهم حيث أن كلاهما يكبران. الفيلم يمثلهم من عدة جوانب، جانب الطفولة، وجانب البلوغ، وجانب السذاجة، وجانب المعرفة. تقع لورا في حب فابريزيو، في حين أنه يظهر انجذابا جنسيًا لها ملثماً بخبثه.
يصبح فابريزيو قاسيًا بشكل لايمكن تفسيره. ويقوم بتعذب لورا بشكل غير مبرر وبعدة طرق، بما في ذلك ربطها ووضع ثعبان بالقرب منها وقتل طائر أليف وجدته في الغابة. يفتخر فابريزيو بكونه «ملك الغابة» ويقمع محاولات لورا أن تكون ملكة له. ذات يوم يتسلقون «الجبل الأزرق»، وهو جبل طويل غامض يقع على حافة الغابة ويكتشفون أطلال المباني القديمة. واثناء الاستكشاف يجدون كهف. يغوي فابريزيو لورا للدخول اليه.
يزداد فابريزيو القاسي بثقته الجنسية الجديدة. وفي داخل الكهف، يجبر لورا على ممارسة الجنس معة، مما يزعجها كثيرًا. وعندما تطلب منه أن يتوانى ويكون لطيفًا معها اثناء الممارسة، فيسخر منها لطلبها هذا.
تتطور الأمور أكثر عندما يلتقون سيلفيا (إيفا يونسكو، 12 سنة). على عكس لورا التي كانت عذراء، سيلفيا واثقة وحازمة. يعجب فابريزيو بها، وفي النهاية يرشو لورا لجلبها إلى الغابة للانضمام إليهم في اللعب. تدرك سيلفيا انجذاب فابريزيو لها، وسرعان ما يستبدل لورا بها وتصبح لورا خادمة وضحية لهما. وتصبح لورا مترددة في ترك صديقها القديم وعشيقها الجديد، وتصبح هدفًا لقسوة الثنائي الجديد. وفي مرحلة ما، كلاهما «يصطادان» لورا بالأقواس والسهام. وفي نقطة أخرى، يتظاهران برميها من حافة مرتفعة. ويمارسون الجنس أمامها ويصران على أن عقابها هو مشاهدتما، فتصاب لورا بالحيرة والحزن.
وفي نهاية الصيف، عندما تتحدث الفتيات عن العودة إلى المدرسة، يصبح فابريزيو مفعمًا بالحيوية والانفعال. يصر على أخذ سيلفيا إلى الأنقاض لأول مرة. ويذهب الثلاثة جميعًا إلى الكهف هربًا من عاصفة رعدية ويتظاهر فابريزيو مرة أخرى أنهم تاهوا كما فعل مع لورا. تبدأ سيلفيا بالبكاء ومنادات والدتها، وكل مظاهر ثقتها ونضجها تختفي بسبب الخوف من أن تكون تاهت في الكهف. فيطلب فابريزيو من سيلفيا البقاء معه إلى الأبد. وفي الصباح، لا تزال سيلفيا تائهة في الكهف وترفض طلب فابريزيو اليائس وتوسلاته بالبقاء معه. يصاب فابريزيو بهستيرية ويقتلها بسكين، ويشعر أنها الطريقة الوحيدة التي لن يفقدها فيها. يبقى مع الجثة ويعطي لورا مصباح يدوي ويخبرها أنها تعرف الطريق إلى المنزل وتغادر لورا على مضض. ينتهي الفيلم بقصيدة مترجمة للكاتب ديتسو كوسستولانيي.

## الممثلون
- لارا وندل في دور لورا
- إيفا يونسكو في دور سيلفيا
- مارتن لوب في دور فابريزيو
- إكسيلوت في دور الكلب إيرو

## التصوير
أُنتج الفيلم بالاشتراك بين شركتين من ميونيخ وشركة إيطالية، وصُوّر في الفترة من 17 أغسطس إلى 16 سبتمبر 1976، في النمسا في ولاية كيرنتن. اختيرت إيفا يونسكو، الشابة التي لطالما أثارت الجدل، لأداء دور سيلفيا، إذ اشتهرت والدتها في فرنسا بصورها التي تُظهر يونسكو، وهي في الخامسة من عمرها آنذاك، في صور فنية شبه جنسية.

## روابط خارجية
- مالادولشينزا على موقع IMDb (الإنجليزية)
- مالادولشينزا على موقع ألو سيني (الفرنسية)
- مالادولشينزا على موقع أول موفي (الإنجليزية)
- مالادولشينزا على موقع فيلمافينيتي (الإسبانية)
- مالادولشينزا على موقع قاعدة بيانات الفيلم (الإنجليزية)
- مالادولشينزا على موقع ليتربوكسد (الإنجليزية)
- مالادولشينزا على موقع كينوبويسك (الروسية)